# معركة طرق الباسك
معركة طرق الباسك، التي تُعرف أيضًا باسم معركة طرق إيكس (بالفرنسية: Bataille de l'île d'Aix، وكذلك Affaire des brûlots، ونادرًا ما تسمى Bataille de la rade des Basques)، معركة بحرية كبرى في الحروب النابليونية، وقعت في طرق الباسك الضيقة عند مصب نهر شارينت في خليج غشكونية في فرنسا. كانت المعركة، التي استمرت بين 11 و24 أبريل 1809، استثنائية إذ أنها حرضت سربًا من السفن الحربية البريطانية الصغيرة وغير التقليدية ضد القوة الرئيسية للأسطول الأطلسي الفرنسي ضمن الظروف التي تمليها المياه الساحلية الضحلة والمتقاذفة التي دارت فيها المعركة. تشتهر المعركة أيضًا بالتداعيات السياسية المثيرة للجدل في كل من بريطانيا وفرنسا.
في فبراير 1809، حاول الأسطول الأطلسي الفرنسي، الذي حاصره أسطول القناة البريطاني في بريست على ساحل بريتون، غزو المحيط الأطلسي وتعزيز حامية مارتينيك. رأتها أسراب الحصار البريطانية وطاردتها، ولم يتمكن الفرنسيون من الهروب من خليج غشكونية ليرسوا في النهاية في طرق الباسك بالقرب من قاعدة روشفورت البحرية. ظلوا تحت أعين الأسطول البريطاني تحت قيادة الأميرال اللورد غامبير خلال شهر مارس. رغب الأميرال في الهجوم على الأسطول الفرنسي، وأصدر تعليمات للورد كوكرين، وهو قائد شاب مشهور وذو بأس، بشن هجوم رغم اعتراض عدد من كبار الضباط. نظم كوكرين سربًا على الشاطئ من السفن النارية وسفن القنابل، منها حراقة محولة، وقاد هذه القوة شخصيًا متجهًا إلى طرق الباسك مساء يوم 11 أبريل.
تسبب الهجوم في أضرار مباشرة طفيفة، ولكن أصابت السفن النارية بحارة الأسطول الفرنسي بالذعر في المياه الضيقة للقناة وأصبحت معظم سفنهم جانحة وباتوا غير قادرين على الحركة. توقع كوكرين أن يتابع غامبير هجومه بالأسطول الرئيسي، والذي يمكنه بعد ذلك تدمير القوة الفرنسية الضعيفة، لكن غامبير رفض. واصل كوكرين المعركة خلال الأيام العديدة التالية، ودمر بنجاح العديد من السفن الفرنسية، ولكن بدعم ضئيل من غامبير. سمح ذلك لمعظم الأسطول الفرنسي بتعويم الحطام والانسحاب من شرنت إلى بر الأمان. استدعى غامبير كوكرين في 14 أبريل وأعاده إلى بريطانيا، وسحب معظم السرب الساحلي في نفس الوقت، على الرغم من استمرار القتال المتقطع حتى 24 أبريل. تعرض الأسطول الفرنسي المهمش بازدياد لأضرار بالغة وأصبح محتجزًا في موانئه المحلية؛ خضع العديد من الربابن لمحاكمة عرفية بتهمة الجبن وأُطلق على أحدهم الرصاص.
عمت الاحتفالات بالمعركة في بريطانيا واعتبروها انتصارًا، لكن الكثيرين في البحرية كانوا غير راضين عن سلوك غامبير واستخدم كوكرين منصبه بصفته عضوًا في البرلمان للاحتجاج علنًا على قيادة غامبير. طلب غامبير غاضبًا عقد محاكمة عرفية لدحض اتهامات كوكرين وضمن الحلفاء السياسيون للأدميرال أن هيئة المحلفين ستكون مشكلة من مؤيديه. بعد إجراءات مريرة ومثيرة للجدل، حصل غامبير على البراءة من أي ذنب متعلق بالإخفاقات أثناء المعركة. انتهت مهنة كوكرين البحرية، على الرغم من أن الضابط غير المسؤول ظل شخصية بارزة في بريطانيا لعقود قادمة. أدان المؤرخون بالإجماع تقريبًا غامبير لفشله في دعم كوكرين، وحتى نابليون رأى أنه كان «معتوهًا».

## خلفية عامة
بحلول عام 1809، كانت البحرية الملكية هي القوة المهيمنة في المحيط الأطلسي. خلال حملتي ترافالغار عام 1805 والأطلسي عام 1806، عانى الأسطول الأطلسي الفرنسي من خسائر فادحة وكان الناجون محاصرين بشدة في موانئ غشكونية الفرنسية من أسطول القناة البريطانية. تمركزت أكبر قاعدة فرنسية في بريست في برطانية، حيث كان الجسم الرئيسي للأسطول الفرنسي راسيًا تحت قيادة الكونتر أميرال جان بابتيست ويلوميز، مع فصائل فرنسية أصغر متمركزة في لوريان وروشفور. خضعت هذه الموانئ لمراقبة أسطول القناة بقيادة الأميرال اللورد غامبير قبالة بريست. كان غامبير ضابطًا غير محبوب، استندت سمعته إلى كونه أول قائد يكسر الخط الفرنسي في الأول من يونيو العظيم عام 1794 في دفاع الإتش إم إس. قضى معظم حياته المهنية منذ ذلك الحين مسؤولًا في الأميرالية، وحصل على لقب بارون غامبير لقيادته للأسطول في قصف كوبنهاغن عام 1807. كان ميثوديًا صارمًا، وأطلق عليه رجاله لقب «ديسمال جيمي».